# Weekend Warriors
| Recensione | Giudizio |
| ---------- | -------- |
| AllMusic   | [ 3 ]    |

Weekend Warriors è il quarto album del chitarrista Ted Nugent, pubblicato nel 1978 per la Epic Records.

## Tracce
1. Need You Bad – 4:19 – (Nugent)
2. One Woman – 4:06 – (Nugent)
3. I Got the Feelin – 3:02 – (Nugent)
4. Tight Spots – 2:54 – (Nugent)
5. Venom Soup – 5:50 – (Nugent)
6. Smokescreen – 4:14 – (Nugent)
7. Weekend Warriors – 3:07 – (Nugent)
8. Cruisin' – 3:28 – (Nugent)
9. Good Friends and a Bottle of Wine – 4:03 – (Nugent)
10. Name Your Poison – 4:30 – (Nugent)

## Singoli
- 1978: Need You Bad

## Formazione
- Ted Nugent - voce, chitarra, basso, percussioni
- Charlie Huhn - chitarra ritmica, cori
- John Sauter - basso
- David Hull - basso
- Cliff Davies - batteria, percussioni, cori